# Сариарик (Сайрамський район)
Сариари́к (каз. Сарыарық) — село у складі Сайрамського району Туркестанської області Казахстану. Входить до складу Кайнарбулацького сільського округу.
До 2000 року село називалось Леніно.
Населення — 312 осіб (2021; 358 у 2009, 297 у 1999, 285 у 1989).
26 березня 2015 року до села було приєднано територію площею 0,81 км².